# Sovétskaia Gàvan
Sovétskaia Gàvan (en rus Сове́тская Га́вань, literalment "Port soviètic") és una ciutat del krai de Khabàrovsk, a l'Extrem Orient de Rússia. Es troba al nord del mar del Japó, a 295 km al sud-est de Komsomolsk na Amure i a 395 km a l'est de Khabàrovsk. Sovint s'abreuja el seu nom a Sovgavan (Совгавань).
Està connectat per tren amb Komsomolsk de l'Amur en el que és la secció més oriental de la línia ferroviària Baikal-Amur.

## Demografia
| 1939   | 1970   | 1989   | 2002   | 2010   | 2014   | 2015   |
| ------ | ------ | ------ | ------ | ------ | ------ | ------ |
| 11 853 | 28 455 | 34 915 | 30 480 | 27 712 | 26 174 | 25 763 |